# Belgische kampioenschappen indoor atletiek 2025
In 2025 werden de Belgische kampioenschappen indoor atletiek Alle Categorieën gehouden op zondag 23 februari in Gent. 
Tijdens deze kampioenschappen verbeterde Imke Vervaet haar Belgisch record 200 m naar 23,01 s..

## Uitslagen

### 60 m
| rang   | atleet               | prestatie |
| ------ | -------------------- | --------- |
| Goud   | Simon Verherstraeten | 6,65 s    |
| Zilver | Jordan Paquot        | 6,81 s    |
| Brons  | Dieter Bergs         | 6,82 s    |

| rang   | atlete          | prestatie |
| ------ | --------------- | --------- |
| Goud   | Rani Rosius     | 7,20 s    |
| Zilver | Rani Vincke     | 7,28 s    |
| Brons  | Janie De Naeyer | 7,35s     |

### 200 m
| rang   | atleet           | prestatie |
| ------ | ---------------- | --------- |
| Goud   | Camille Snyders  | 21,31 s   |
| Zilver | Geoffrey Jacques | 21,67 s   |
| Brons  | Cobe Plasschaert | 22,00 s   |

| rang   | atlete         | prestatie    |
| ------ | -------------- | ------------ |
| Goud   | Imke Vervaet   | 23,01 s (NR) |
| Zilver | Lien Torfs     | 23,49 s      |
| Brons  | Noor Vermeiren | 24,08 s      |

### 400 m
| rang   | atleet          | prestatie |
| ------ | --------------- | --------- |
| Goud   | Daniel Segers   | 46,67 s   |
| Zilver | Jonathan Sacoor | 46,71 s   |
| Brons  | Julien Watrin   | 46,75 s   |

| rang   | atlete           | prestatie |
| ------ | ---------------- | --------- |
| Goud   | Paulien Couckuyt | 53,58 s   |
| Zilver | Ilana Hanssens   | 53,96 s   |
| Brons  | Manon De Marez   | 54,48 s   |

### 800 m
| rang   | atleet             | prestatie |
| ------ | ------------------ | --------- |
| Goud   | Timon Inghelbrecht | 1.49,90   |
| Zilver | Aaron Botterman    | 1.50,24   |
| Brons  | Mattis Tanghe      | 1.50,90   |

| rang   | atlete           | prestatie |
| ------ | ---------------- | --------- |
| Goud   | Camille Laus     | 2.02,62   |
| Zilver | Mariska Parewyck | 2.03,69   |
| Brons  | Laure Bilo       | 2.04,16   |

### 1500 m
| rang   | atleet                 | prestatie |
| ------ | ---------------------- | --------- |
| Goud   | Pieter Sisk            | 3.43,82   |
| Zilver | Lennert Dewulf         | 3.48,20   |
| Brons  | Thibau Van Den Bussche | 3.54,50   |

| rang   | atlete        | prestatie |
| ------ | ------------- | --------- |
| Goud   | Marie Bilo    | 4.46,07   |
| Zilver | Lore Quataker | 4.46,68   |
| Brons  | Nel Vanopstal | 4.46,97   |

### 3000 m
| rang   | atleet              | prestatie |
| ------ | ------------------- | --------- |
| Goud   | Victor Leenaert     | 8.30,84   |
| Zilver | Cedric Van De Putte | 8.32,83   |
| Brons  | Antoine Schauwers   | 8.35,83   |

| rang   | atlete             | prestatie |
| ------ | ------------------ | --------- |
| Goud   | Laura Schadron     | 9.46,96   |
| Zilver | Eline Pinter       | 9.50,26   |
| Brons  | Julie Van De Walle | 9.51,30   |

### 5000 m snelwandelen/3000 m snelwandelen
| rang   | atleet         | prestatie |
| ------ | -------------- | --------- |
| Goud   | Peter Van Hove | 28.20,80  |
| Zilver | Thomas Pauwels | 28.42,84  |
| Brons  | Luc Nicque     | 29.02,34  |

| rang   | atlete            | prestatie |
| ------ | ----------------- | --------- |
| Goud   | Annelies Sarrazin | 17.09,11  |
| Zilver | Liesbet De Smet   | 19.47,73  |
| Brons  | Magali Baar       | 20.10,14  |

### 60 m horden
| rang   | atleet                | prestatie |
| ------ | --------------------- | --------- |
| Goud   | Elie Bacari           | 7,59 s    |
| Zilver | Nolan Vancauwemberghe | 7,87 s    |
| Brons  | Iben Degryse          | 8,15 s    |

| rang   | atlete            | prestatie |
| ------ | ----------------- | --------- |
| Goud   | Noor Koekelkoren  | 8,17 s    |
| Zilver | Steffi De Saegher | 8,22 s    |
| Brons  | Laures Bauwens    | 8,23 s    |

### Verspringen
| rang   | atleet            | prestatie |
| ------ | ----------------- | --------- |
| Goud   | Yanni Sampson     | 7,71 m    |
| Zilver | Jeroen Gonnissen  | 7,68 m    |
| Brons  | Jente Hauttekeete | 7,35 m    |

| rang   | atlete             | prestatie |
| ------ | ------------------ | --------- |
| Goud   | Maité Beernaert    | 6,18 m    |
| Zilver | Sara Van Hoyweghen | 6,01m     |
| Brons  | Elodie Francart    | 5,82 m    |

### Hink-stap-springen
| rang   | atleet          | prestatie |
| ------ | --------------- | --------- |
| Goud   | Lucca Goossens  | 15,09 m   |
| Zilver | Tommy Soumahoro | 14,82 m   |
| Brons  | Ugo Meecko      | 14,79 m   |

| rang   | atlete         | prestatie |
| ------ | -------------- | --------- |
| Goud   | Ilona Masson   | 13,75 m   |
| Zilver | Florence Amon  | 12,10 m   |
| Brons  | Margot Delbare | 11,88 m   |

### Hoogspringen
| rang   | atleet                  | prestatie |
| ------ | ----------------------- | --------- |
| Goud   | Sten Geenens            | 2,10 m    |
| Zilver | Jef Vermeiren           | 2,05 m    |
| Brons  | Jos Gamuela Ngamunguela | 2,00 m    |

| rang   | atlete          | prestatie |
| ------ | --------------- | --------- |
| Goud   | Marie De Troyer | 1,75 m    |
| Zilver | Svea Van Laere  | 1,75 m    |
| Brons  | Zoé Depas       | 1,70 m    |

### Polsstokhoogspringen
| rang   | atleet              | prestatie |
| ------ | ------------------- | --------- |
| Goud   | Ben Broeders        | 5,40 m    |
| Zilver | Jaan Bal            | 5,35 m    |
| Brons  | Thomas Van Nuffelen | 5,20 m    |

| rang   | atlete              | prestatie |
| ------ | ------------------- | --------- |
| Goud   | Elien Vekemans      | 4,51 m    |
| Zilver | Hanne Vandenbroucke | 3,85 m    |
| Brons  | Lola Lepère         | 3,80 m    |

### Kogelstoten
| rang   | atleet                | prestatie |
| ------ | --------------------- | --------- |
| Goud   | Kwinten Cools         | 18,38 m   |
| Zilver | Alexander Anthonissen | 18,08 m   |
| Brons  | Andreas De Lathauwer  | 17,96 m   |

| rang   | atlete         | prestatie |
| ------ | -------------- | --------- |
| Goud   | Elena Defrère  | 15,78 m   |
| Zilver | Jolien Boumkwo | 15,60 m   |
| Brons  | Nafy Thiam     | 14,32 m   |

1985 ·
1986 ·
1987 ·
1988 ·
1989 ·
1990 ·
1991 ·
1992 ·
1993 .
1994 ·
1995 .
1996 ·
1997 ·
1998 .
1999 ·
2000 .
2001 · 
2002 · 
2003 · 
2004 · 
2005 · 
2006 · 
2007 · 
2008 · 
2009 · 
2010 · 
2011 · 
2012 · 
2013 · 
2014 ·
2015 ·
2016 ·
2017 ·
2018 ·
2019 ·
2020 ·
2021 ·
2022 ·
2023 ·
2024 ·
2025